# Dê núi Alps
Dê núi Alps (danh pháp khoa học: Capra ibex) là một loài động vật có vú trong họ Bovidae, bộ Artiodactyla. Loài này được Linnaeus mô tả năm 1758, thường gặp nhiều ở vùng Alps.
Loài dê núi hoang dã sống ở vùng núi Alps của châu Âu. Đây là một loài lưỡng hình giới tính với những con đực lớn hơn mang cặp sừng cong và lớn hơn. Màu lông của chúng thường có màu xám nâu. Dê núi Alps có xu hướng sống ở những địa hình dốc, gồ ghề gần dòng tuyết. Chúng cũng có tính xã hội, mặc dù con đực và con cái trưởng thành tách biệt trong phần lớn thời gian trong năm, chỉ đến với nhau để giao phối. Bốn nhóm riêng biệt tồn tại; nhóm nam trưởng thành, nhóm con cái, nhóm cá thể trẻ và nhóm hỗn hợp giới tính.
Trong mùa sinh sản, con đực tranh giành quyền tiếp cận với con cái và sử dụng cặp sừng dài của chúng để thực hiện các hành vi tranh giành con cái. Sau khi bị khai thác khỏi hầu hết các khu vực vào thế kỷ 19, dê núi Alps đã được du nhập thành công trở lại các phần trong phạm vi phân bố lịch sử của chúng.

## Hình ảnh

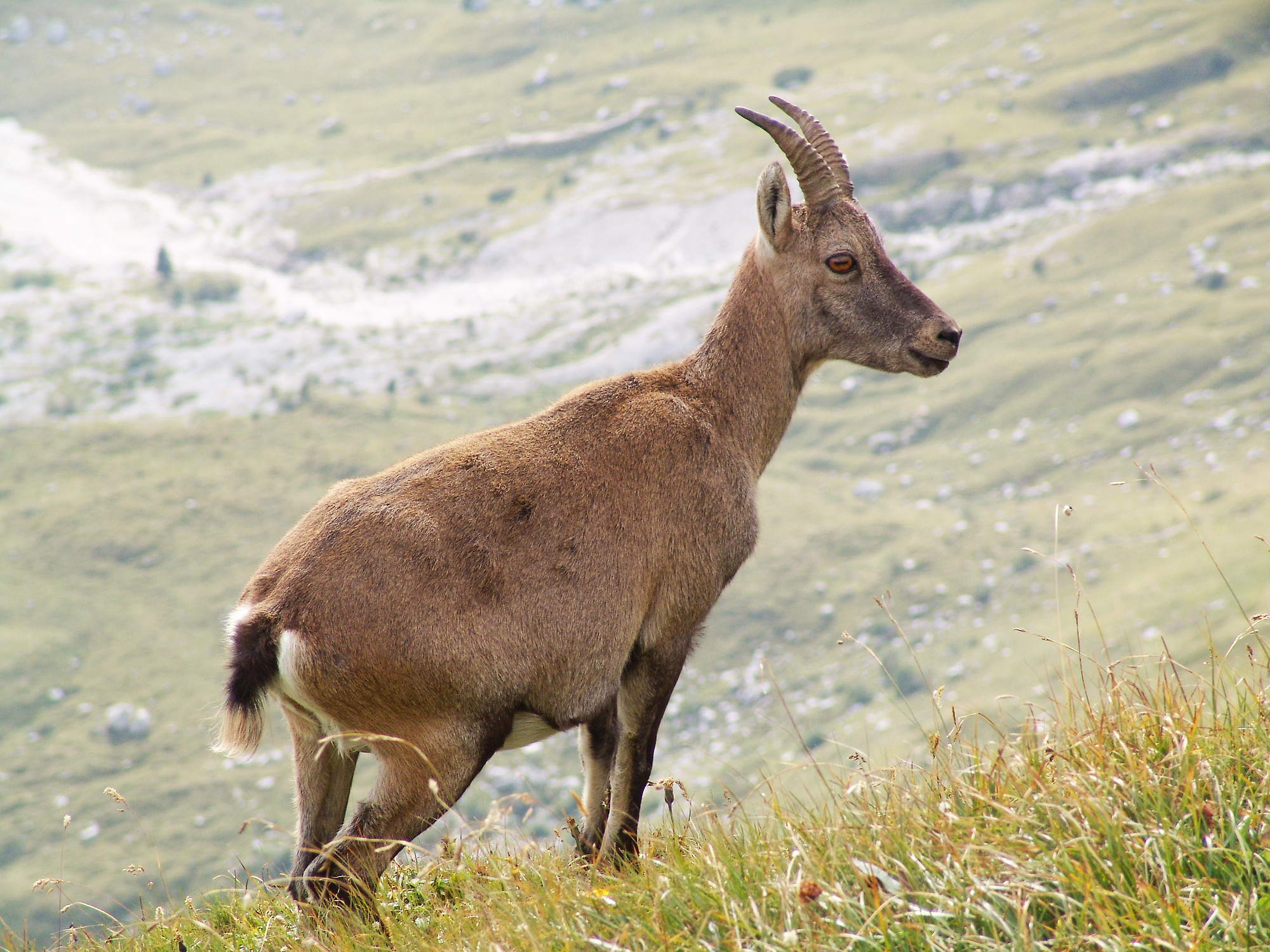
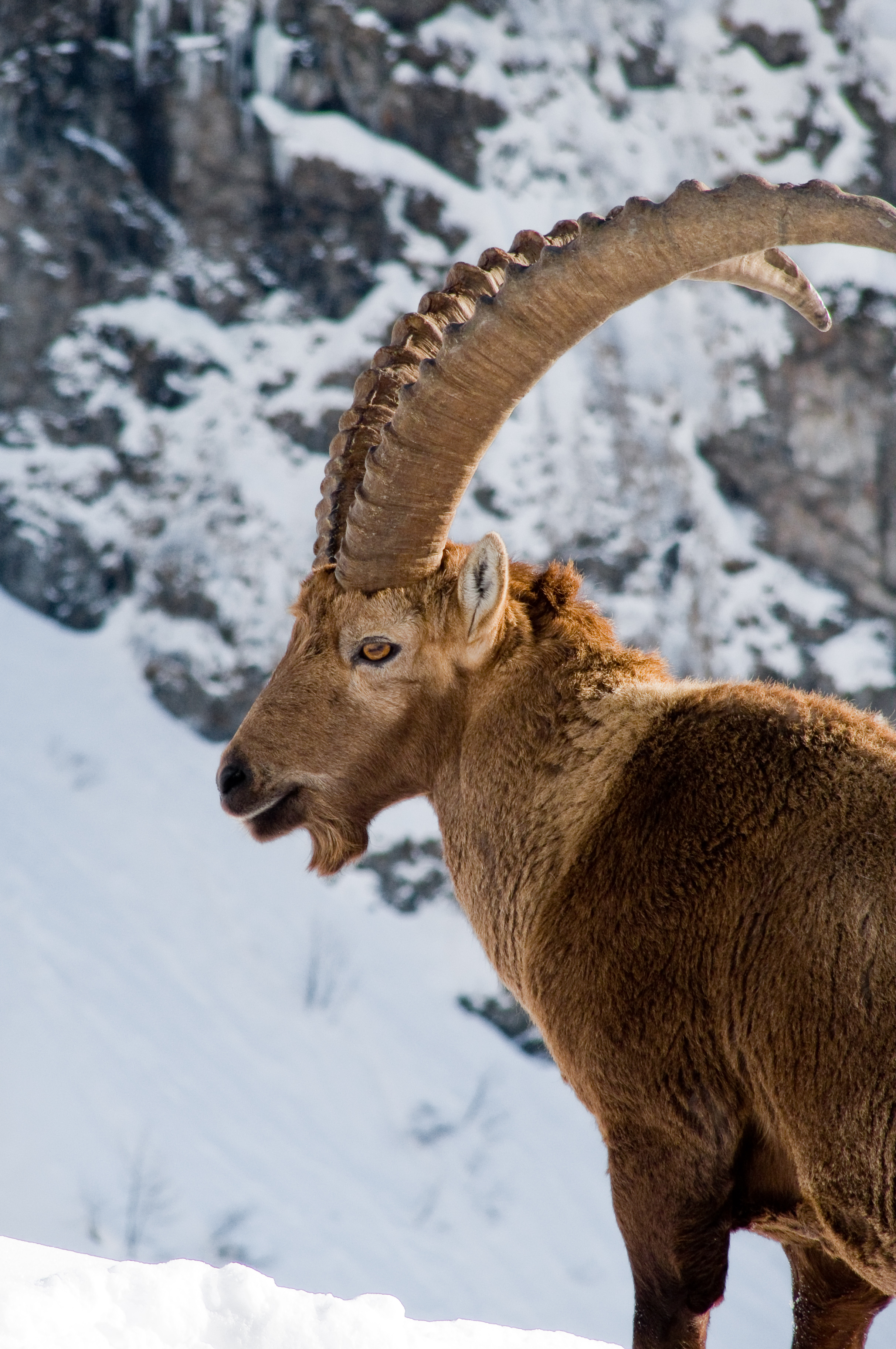
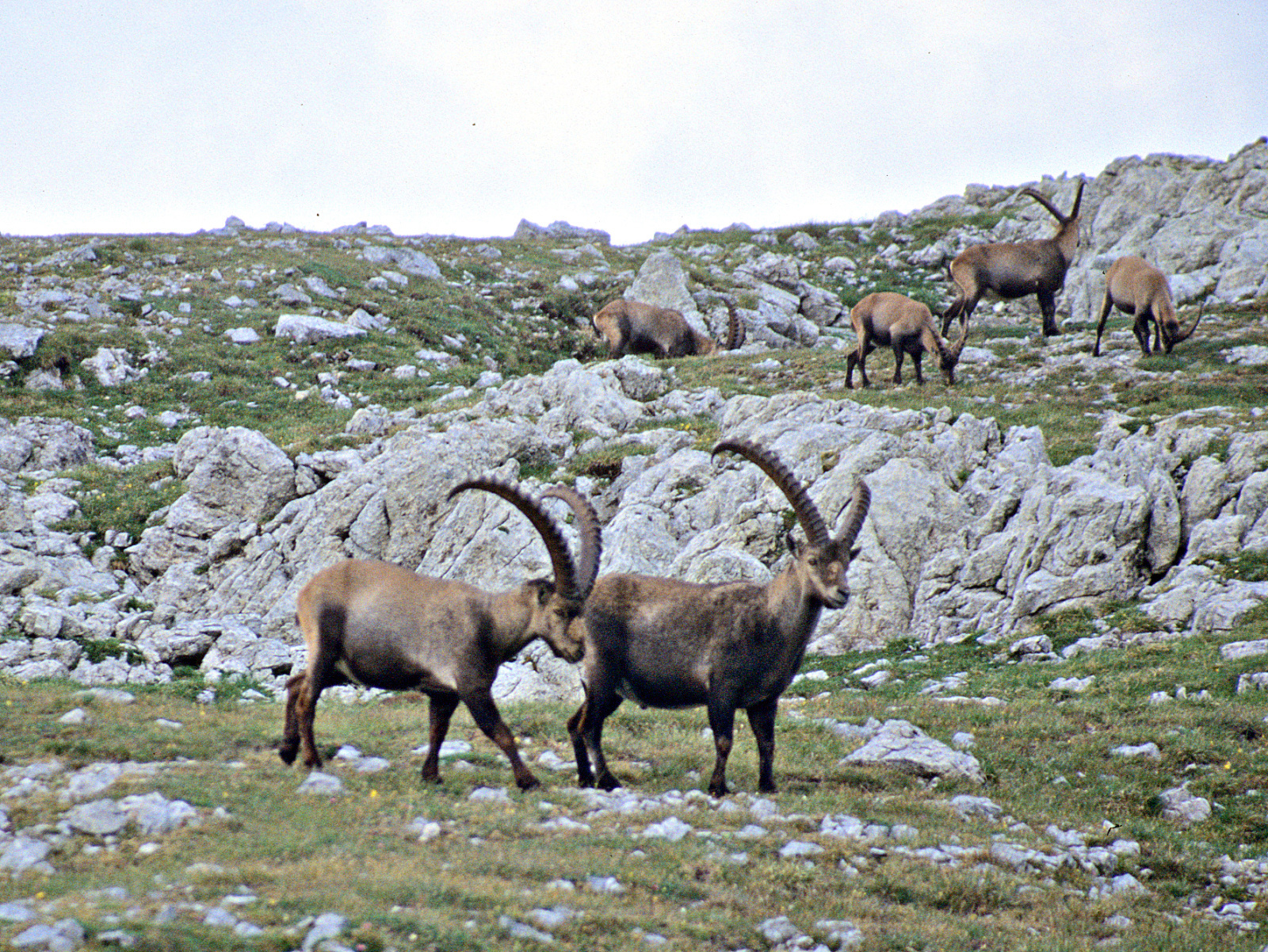
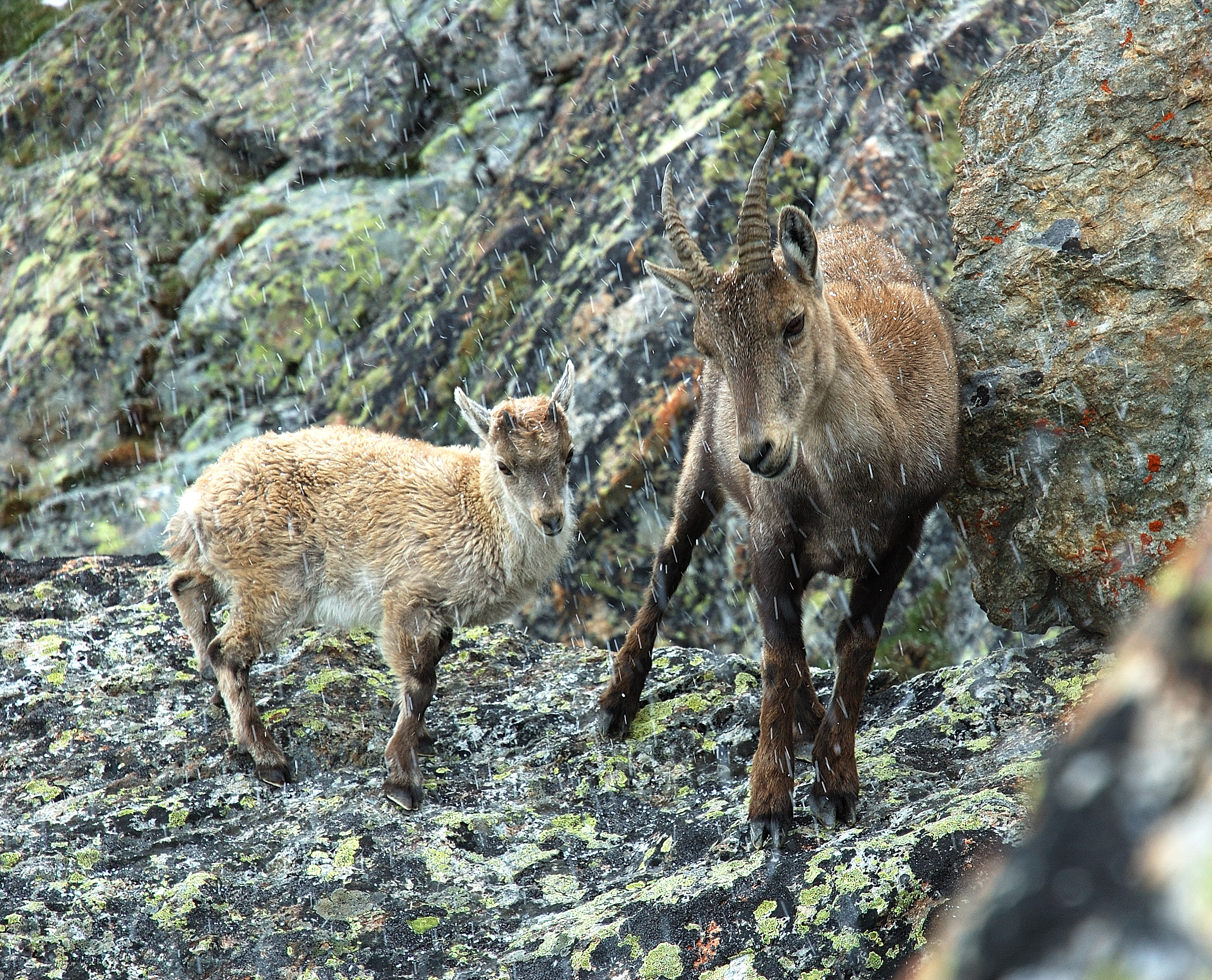